# Делиевска река
Делиевска река (Делийска река) е гранична река, ляв приток на Резовска река, с дължина около 17 км. Извира от рида Дряньовец, по който минава българо-турската граница. В горното си течение е от най-студените и усойни странджански реки. Във водосбора ѝ влизат южните склонове най-високата част на българска Странджа – връх Голямо Градище (709 м) и западната част на Голямата могила над гр. Малко Търново. На речния бряг, в м. Делиево (дн. в Турция), до 20-те години на ХХ век все още се е провеждал Делиевският панаир - един от най-прочутите събори в Странджа за онова време.